# Hypodynerus antucensis
Hypodynerus antucensis är en stekelart som först beskrevs av Henri Saussure 1855.  Hypodynerus antucensis ingår i släktet Hypodynerus och familjen Eumenidae. Inga underarter finns listade i Catalogue of Life.